# Iolanda Costa
Iolanda Costa (Figueira da Foz, 1994. november 4. –) portugál énekesnő. Ő képviselte Portugáliát a 2024-es Eurovíziós Dalfesztiválon, Malmőben, a Grito című dalával.

## Pályafutása
1994-ben született Figueira da Fozban, de gyermekként Pombalban élt. 17 évesen Lisszabonba költözött, ahol kommunikációtudományból diplomázott. Ezt követően Londonba költözött, ahol a Sussexi Egyetem Brit és Ír Modern Zenei Intézetében tanult dalszerzést.
2012-ben, 17 évesen jelentkezett az Ídolos című tehetségkutató műsor ötödik évadába, azonban nem jutott be az élő műsorba.
2014-ben Iolanda a The Voice Portugal második évadában lépett fel, ahol először Jessie J Who You Are című dalára nem fordult meg egyik mester sem.
2024. január 18-án a Rádio e Televisão de Portugal bejelentette, hogy az énekesnő résztvevője lesz a 2024-es Festival da Canção portugál eurovíziós nemzeti válogatónak. Grito című dalával az első elődöntőben vett részt, ahonnan továbbjutott a verseny döntőjébe. A március 9-i döntőben a dala a zsűri és a nézők szavazati alapján megnyerte a válogatóműsort így ő képviselhette hazáját az Eurovíziós Dalfesztiválon. A verseny május 7-én rendezett első elődöntőjéből nyolcadik helyezettként jutott tovább a döntőbe, ahol a tizedik helyen végzett.

## Diszkográfia

### Kislemezek
| Cím                                                                         | Év   | Album vagy EP           |
| --------------------------------------------------------------------------- | ---- | ----------------------- |
| Cura                                                                        | 2022 | Cura                    |
| Assim (Choro-val és Matheus Paraizóval Inês Marques Lucas közreműködésében) | 2022 | Avalanche – Volume I    |
| Contigo (Solunával, Luar közreműködésében)                                  | 2022 | Avalanche – Volume I    |
| Lugar certo                                                                 | 2022 | Cura                    |
| Juro já nem paro                                                            | 2023 | Cura                    |
| Grito                                                                       | 2024 | Festival da Canção 2024 |

## Fordítás
- Ez a szócikk részben vagy egészben  az   Iolanda (singer) című angol Wikipédia-szócikk fordításán alapul.  Az eredeti cikk szerkesztőit annak laptörténete sorolja fel. Ez a jelzés csupán a megfogalmazás eredetét és a szerzői jogokat jelzi, nem szolgál a cikkben szereplő információk forrásmegjelöléseként.